# Minken Fosheim
Minken Fosheim, egentligen Birte Fosheim Wielskol, född 20 mars 1956 i Oslo i Norge, död 7 juni 2018 i Oslo, var en norsk skådespelare och barnboksförfattare. Hon var syster till Lage Fosheim (1958–2013), sångare i The Monroes.

## Biografi
Fosheim var mellan 1979 och 1983 anställd vid Fjernsynsteatret och hade därefter haft engagemang vid flera norska teatrar. Hon TV-debuterade 1979 som Hilde i Henrik Ibsens Fruen fra havet. Andra stora roller hon hade var i Fjernsynsteatrets uppsättningar av Ibsens Bygmester Solness och Arne Skouens Ballerina, grupparbetet Alma efter Oskar Braatens böcker och serieversionen av Ibsens De unges Forbund.
Hon scendebuterade 1979 som Petra i En folkefiende. Andra viktiga scenroller hon gjorde var i Hitler i New York på Riksteatret, Godspell på ABC-teatret och Guys and Dolls på Oslo Nye Teater. Hon spelade även huvudrollen i TV-versionen av Ludvig Holbergs Den vegelsinnede.
Fosheim var en allsidig skådespelare som behärskade både drama, musikal, fars och komedi. Under senare år arbetade hon framför allt arbetat i TV, med egna barnprogram och i satirmagasinet Egentlig. Samtidigt ledde hon sin egen teaterskola för barn. Hon gav också ut en serie populära skivor och böcker för barn om klassiska kompositörer.

## Filmografi (urval)
- 1981 – Liten Ida
- 1983 – Svarta fåglar
- 1990 – Tidlös kärlek
- 1999 – Sofies värld
- 1999 – Tsatsiki, morsan och polisen
- 2001 – Tsatsiki - Vänner för alltid
- 2001 – Jag är Dina

## Priser och utmärkelser
- Riksmålsförbundets barn- och ungdomsbokspris 1996